# 疏齿银莲花
疏齿银莲花（学名：Anemone obtusiloba sp. ovalifolia）为毛茛科银莲花属下的一个亚种。